# Moai

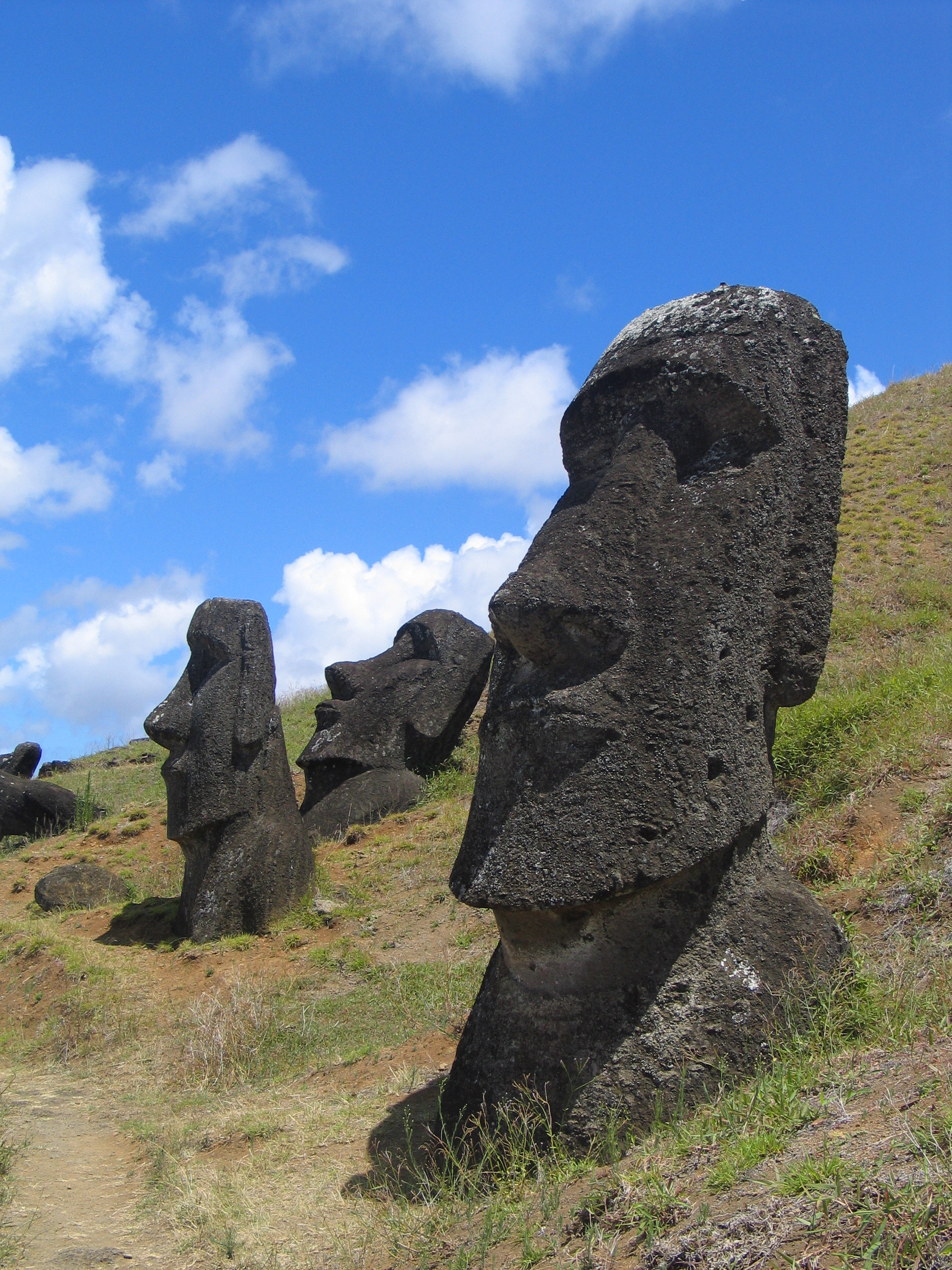
Moai w Rano Raraku

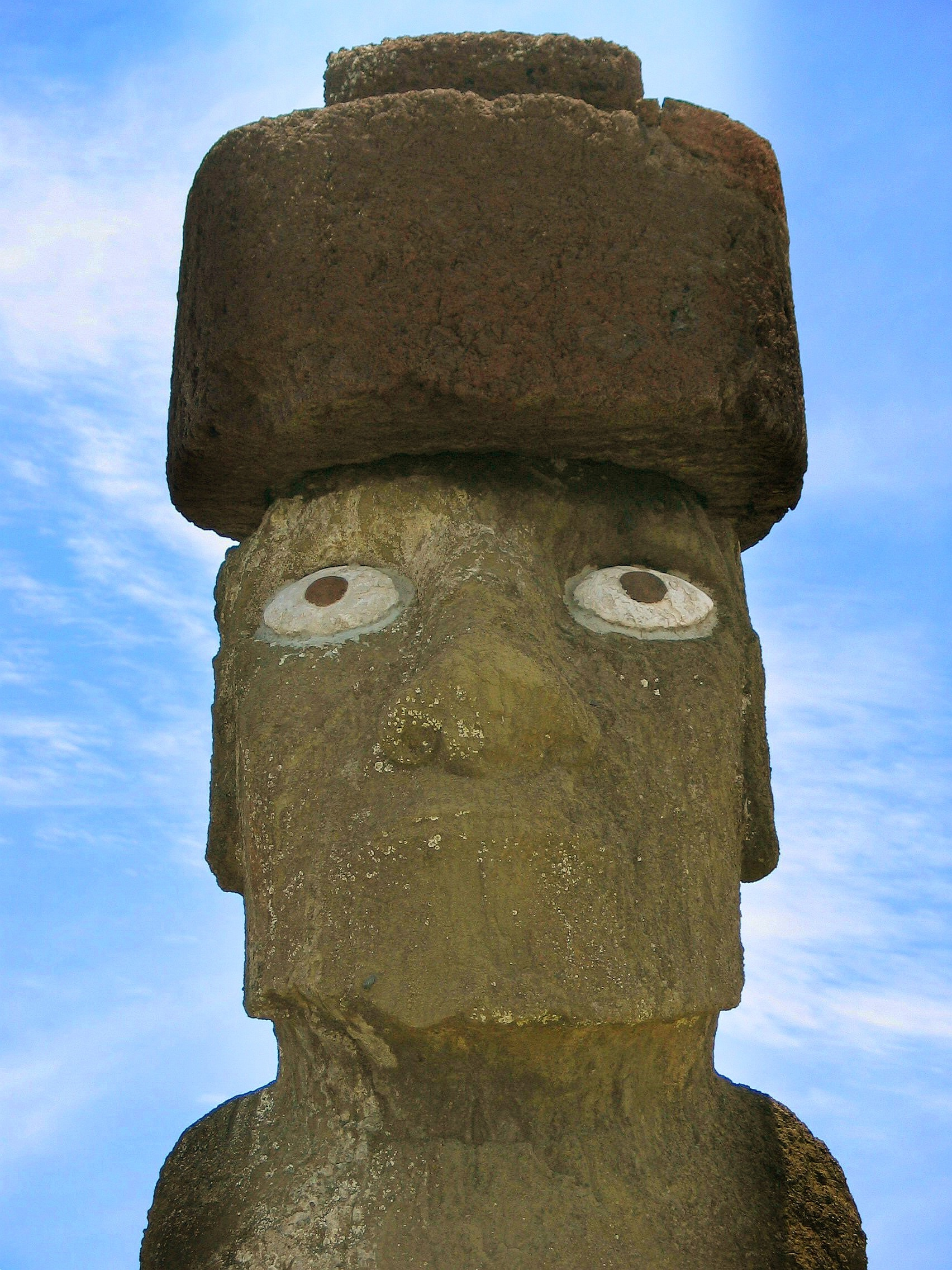
Moai w Ahu Tahai, posąg ma koralowe oczy i pukao

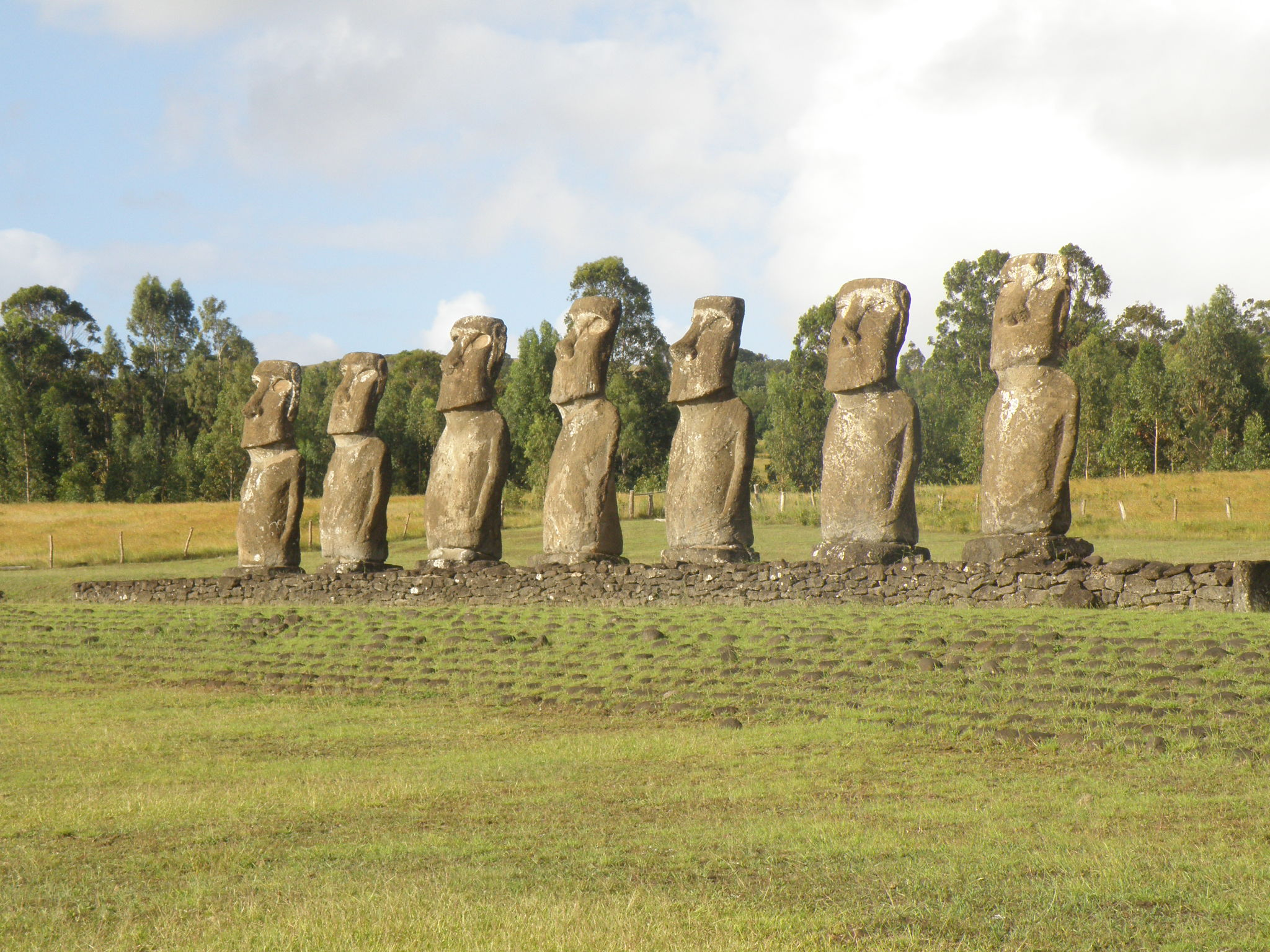
Rzeźby moai w parku Ahu Akivi

Moai – rodzaj posągów wykonanych przez mieszkańców Wyspy Wielkanocnej z tufu wulkanicznego. Rzeźby są monolityczne. Niektóre ważą ponad 18 ton i mają ponad 6 metrów wysokości. Największy z moai – tak zwany Paro miał około 10 metrów wysokości i ważył 75 ton. Znaleziono ponadto niedokończoną figurę o wysokości 21 metrów i wadze około 270 ton.
Mniej niż 1/5 posągów, które zostały przemieszczone na miejsca obrzędów, miała na początku pukao, czyli specjalne polinezyjskie czerwone koki (też wykonane z tufu), przypominające kapelusze. Około 95% z 887 znanych moai zostało wyrzeźbionych ze skał wulkanicznych w kamieniołomie Rano Raraku, gdzie nadal jest 394 moai. Kamieniołom Rano Raraku z niewiadomych powodów został nagle opuszczony, a rzeźbiarze pozostawili wiele niedokończonych posągów. Figury wyrzeźbione w tym kamieniołomie były później prawdopodobnie toczone na balach na miejsce przeznaczenia i stawiane do pionu za pomocą lin. Intensywna eksploatacja wyspy przez mieszkańców i zużywanie dużych ilości drewna do transportu moai mogły się przyczynić do całkowitego ogołocenia wyspy z drzew.
Jest również koncepcja, że moai były transportowane w pozycji pionowej, dzięki wykorzystaniu specyficznego kształtu i umiejscowieniu środka ciężkości. Do takiego transportu wystarczą tylko liny i niepotrzebne jest drewno.
Istnieje wiele hipotez dotyczących twórców moai. Według najpopularniejszej byli nimi polinezyjscy osadnicy z około 1000–1100 roku naszej ery. Jednak najbliższa wyspa Pitcairn jest oddalona o 2078 km, a płynąc od zachodu ku wyspie, napotyka się silne prądy morskie, przez co ta hipoteza ma wielu krytyków. Norweski podróżnik Thor Heyerdahl spekulował, że Wyspę Wielkanocną zasiedlono z Ameryki Południowej, przywożąc umiejętności kamieniarskie. Hipotezy tej nie udało się potwierdzić.
W połowie XIX wieku większość moai została przewrócona, przypuszczalnie w trakcie walk pomiędzy bliżej nieokreślonymi grupami. Współcześnie około 50 moai z powrotem osadzono na ich dawnych miejscach.
Ocalali mieszkańcy wyspy, których spotkali pierwsi Europejczycy, zachowali legendę o wodzu plemienia Hotu Matuʻa, który opuścił swoją ojczyznę w poszukiwaniu nowego domu. Kiedy zmarł, wyspa została podzielona pomiędzy sześciu jego synów, a następnie ich spadkobierców. Wyspiarze wierzyli, że stawiane posągi są zdolne do przechwytywania many (nadnaturalnych mocy) wodza; to z kolei miało prowadzić do obfitych deszczów i lepszych zbiorów.